# 崔庄镇
崔庄镇，是中华人民共和国河北省保定市徐水区下辖的一个乡镇级行政单位。

## 行政区划
崔庄镇下辖以下地区：
西崔庄村、南邵庄村、北邵庄村、商平庄村、吴庄村、干河沟村、张庄村、东崔庄村、兴隆庄村、四新庄村、田庄村、李庄村、王铁庄村、林水村、刘庄村、索庄村、郑庄村、郝王庄村、大辛庄村、小康庄村、新立庄村、水磨头村、茂山卫村、北贺寿营村、北公村、南公村和沙口村。